# On Camera...Patti Page...Favorites from TV
| Recensione | Giudizio |
| ---------- | -------- |
| AllMusic   |          |

On Camera...Patti Page...Favorites from TV è un album discografico di Patti Page, pubblicato dalla casa discografica Mercury Records nel giugno del 1959.

## Tracce

### LP
Lato A
1. It's a Pity to Say Goodnight – 2:07 (Billy Reid)
2. It's a Good Day – 1:49 (Dave Barbour, Peggy Lee)
3. When Day Is Done – 2:40 (Buddy DeSylva, Robert Katscher)
4. (I Wanna Go Where You Go Do What You Do) Then I'll Be Happy – 1:47 (Lew Brown, Sidney Clare, Cliff Friend)
5. Happy Days Are Here Again – 2:40 (Jack Yellen, Milton Ager)
6. Sometimes I'm Happy – 1:34 (Irving Caesar, Vincent Youmans)

Lato B
1. The Gypsy – 2:31 (Billy Reid)
2. For Sentimental Reasons – 3:07 (Al Sherman, Edward Heyman, Abner Silver)
3. I Didn't Know What Time It Was – 2:39 (Lorenz Hart, Richard Rodgers)
4. Crazy Rhythm – 2:13 (Irving Caesar, Joseph Meyer, Roger Wolfe Kahn)
5. Darling je vous aime beaucoup – 2:53 (Anna Sosenko)
6. Gypsy in My Soul – 1:24 (Moe Jaffe, Clay Boland)

## Musicisti
- Patti Page – voce
- Jack Rael – direttore orchestra
- Jack Rael's Orchestra – componenti orchestra non accreditati